# Urin
Urin ili mokraća svijetložuta je tekućina kojom se iz organizma izlučuje većina štetnih tvari uz istovremeno rješavanje suvišne tekućine. Tvari koje su unesene u organizam i ne uspiju se apsorbirati izlučuju se: kruti otpad crijevima, tekući bubrezima i mokraćovodom, jedan dio tekućine iz organizma izađe perspiracijom.
Uz analizu krvi pri dijagnostici najčešća je analiza urina (sedimentacija) i stolice jer se na taj način mogu otkriti poremećaji metabolizma ili prehrane. Urin zdrava čovjeka svijetložute je boje. Tamna boja ili krv u urinu već vizualno svjedoči o postojanju poremećaja.